# Покондирена тиква
Покондирена тиква је комедија Јована Стерије Поповића из 1838. године. У овом делу Јован Стерија Поповић је исмејао главну јунакињу, Фему, која, лудујући за „ноблесом“, настоји да побегне из свог занатлијског (опанчарског) света и да се пробије у више друштвене кругове.
Поводом 150-годишњице рођења и 100-годишњице смрти Јована Стерије Поповића, Миховил Логар и Хуго Клајн су 1956. године написали истоимену комичну оперу.

## Настанак и прво извођење
"Покондирену тикву“ Поповић је написао 1830. године, одмах после „Лаже и паралаже“, а објављена је тек 1838, и то после прераде. То се види из „Додатка“ „Предисловију“ (предговору). Предговор је, иначе, датиран са 1830, а „Додатак“ са 1837. Комедија је први пут изведена на позоришној сцени 1. марта 1842. године у Београду.